# Serra-di-Fiumorbo
Serra-di-Fiumorbo (kors. Sarra di Fiumorbu) – miejscowość i gmina we Francji, w regionie Korsyka, w departamencie Górna Korsyka.
Według danych na rok 1990 gminę zamieszkiwało 205 osób, a gęstość zaludnienia wynosiła 5 osób/km².